# قمة الرياض 2017
قمة الرياض 2017 هي سلسلة من ثلاثة مؤتمرات عُقدت بين 20 و 21 مايو 2017 بمناسبة زيارة الرئيس الأمريكي دونالد ترامب إلى المملكة العربية السعودية، في أول رحلة خارجية له منذ توليه منصبه. وتضمنت القمة اجتماعا ثنائيا بين الولايات المتحدة والمملكة العربية السعودية واجتماعين آخرين، أحدهما مع دول مجلس التعاون الخليجي والآخر مع الدول العربية والإسلامية.

## القمة السعودية الأمريكية

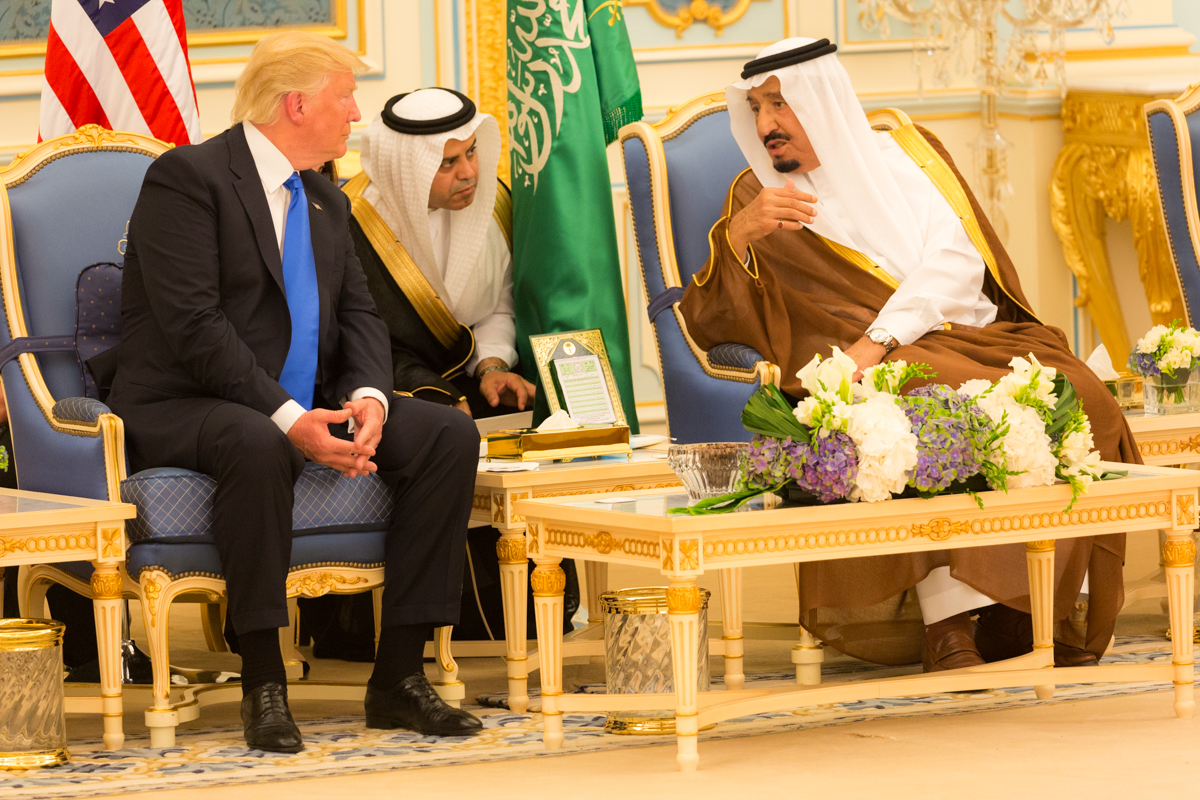
الرئيس ترامب والملك سلمان يتحدثان خلال القمة في قصر اليمامة في الرياض يوم 20 مايو.

### اتفاق التجارة وصفقة الأسلحة
في 20 مايو 2017، وقّع الرئيس الأمريكي دونالد ترامب صفقة أسلحة بقيمة 400 مليار دولار مع المملكة العربية السعودية. وكانت الصفقة الأكبر في تاريخ العالم. وشملت الصفقة طائرات ودبابات وسفن قتالية وأنظمة دفاع صاروخي ورادارات وتكنولوجيا الاتصالات والأمن السيبراني. ووُصفت الصفقة من قبل وكالات الأنباء بأنها تطور «مهم» و«تاريخي» في علاقات الولايات المتحدة مع المملكة العربية السعودية.

## القمة الخليجية الأمريكية
عقدت القمة في 21 مايو بين قادة ورؤساء دول مجلس التعاون لدول الخليج العربية، ورئيس الولايات المتحدة الأمريكية دونالد ترامب في مركز الملك عبد العزيز الدولي للمؤتمرات بالرياض. سبقت القمة جلسة تشاورية حضرها العديد من قادة الدول الخليجية برئاسة ولي العهد السعودي محمد بن نايف. في نهاية القمة وقعت دول مجلس التعاون الخليجي والولايات المتحدة الأمريكية مذكرة تفاهم لتأسيس مركز لتجفيف منابع تمويل الإرهاب، واتفق المجتمعون على عقد قمة سنوية، لاستعراض التقدم المحرز في تنفيذ ما تم الاتفاق عليه خلال هذه القمة.

## القمة العربية الإسلامية الأمريكية

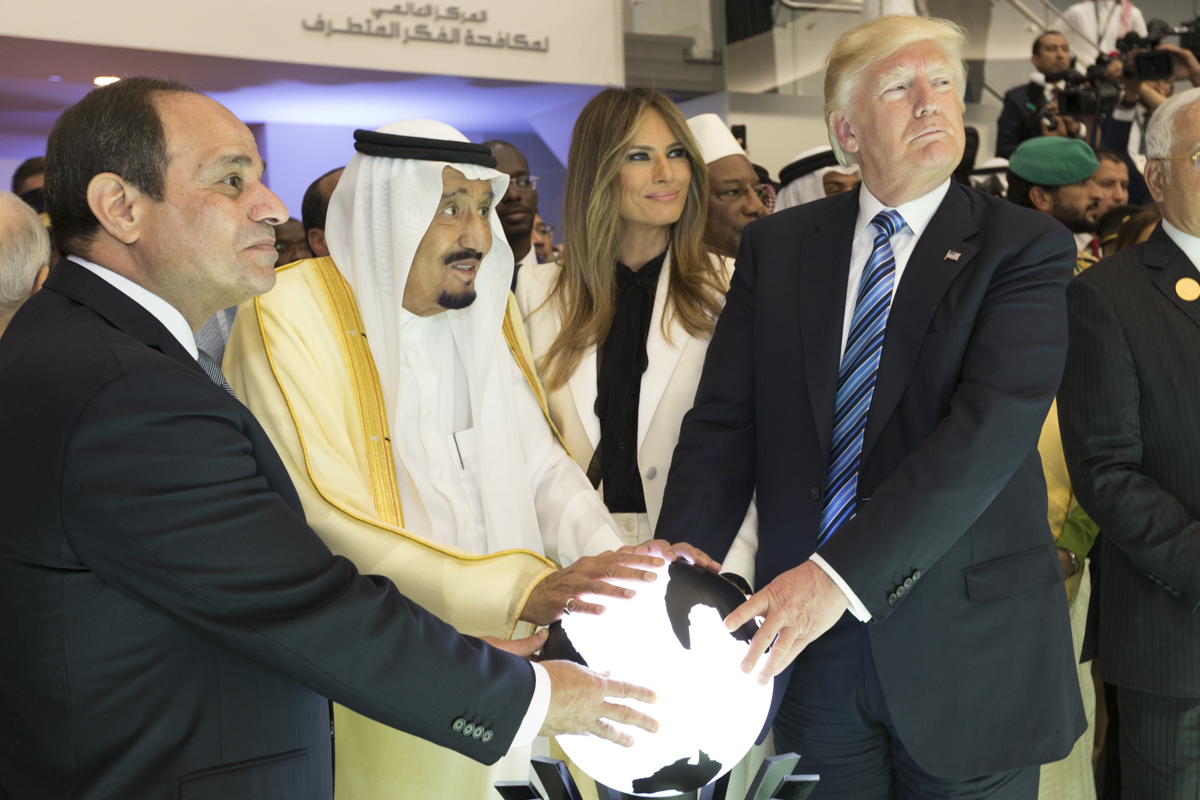
الملك سلمان والرئيس الأمريكي والرئيس المصري يفتتحون المركز العالمي لمكافحة الفكر المتطرف.

عقدت القمة في مركز الملك عبد العزيز الدولي للمؤتمرات في الرياض، وشارك في القمة قادة وممثلون من 55 دولة إسلامية في القمة العربية الإسلامية الأمريكية مع رئيس الولايات المتحدة الأمريكية. نتج عن القمة تأسيس مركز عالمي مقره الرياض لمواجهة الفكر المتطرف تحت اسم اعتدال، وظيفته تبادل المعلومات بشأن المقاتلين الأجانب وتحركات التنظيمات الإرهابية. أكد بيان القمة الختامي إلى التزام الدول المشاركة الراسخ بمحاربة الإرهاب بكل أشكاله، وتم الاتفاق بين الدول المشاركة على التصدى للجذور الفكرية للإرهاب وتجفيف مصادر تمويله. كما أوضح البيان على ارتياح الدول المشاركة للعمل مع الحكومة الشرعية والتحالف للتصدى للجماعات الإرهابية في اليمن، ورحبوا بتوفير 34 ألف جندي كقوة احتياط لدعم العمليات ضد الإرهاب في العراق وسوريا.

## البلدان المشاركة
- أفغانستان: الرئيس أشرف غني أحمدزي
- ألبانيا
- الجزائر: رئيس مجلس الأمة عبد القادر بن صالح
- أذربيجان: الرئيس إلهام علييف
- البحرين: الملك حمد بن عيسى آل خليفة
- بنغلاديش: رئيس الوزراء شيخة حسينة واجد
- بنين: رئيس باتريس تالون
- بروناي: السلطان حسن البلقية
- بوركينا فاسو: الرئيس روش مارك كريستيان كابوري
- الكاميرون
- تشاد: الرئيس إدريس ديبي
- جزر القمر
- جيبوتي: الرئيس إسماعيل عمر جيلي
- مصر: الرئيس عبد الفتاح السيسي
- الغابون: الرئيس علي بونغو أونديمبا
- غامبيا: الرئيس آداما بارو[17]
- غينيا: رئيس ألفا كوندي
- غينيا بيساو: رئيس جوسيه ماريو فاز
- غيانا
- إندونيسيا: الرئيس جوكو ويدودو
- العراق: الرئيس فؤاد معصوم[18]
- ساحل العاج: الرئيس الحسن واتارا
- الأردن: الملك عبد الله الثاني بن الحسين
- كازاخستان: الرئيس نور سلطان نزارباييف
- الكويت: الأمير صباح الأحمد الجابر الصباح
- قرغيزستان
- لبنان: رئيس الوزراء سعد الحريري
- ليبيا
- ماليزيا: رئيس الوزراء نجيب تون عبد الرزاق
- المالديف: الرئيس عبد الله يمين
- مالي: رئيس إبراهيم أبو بكر كيتا
- موريتانيا: الرئيس محمد ولد عبد العزيز
- المغرب: وزير الشؤون الخارجية والتعاون ناصر بوريتا
- موزمبيق:
- النيجر: الرئيس محمد يوسفو
- نيجيريا
- سلطنة عمان: نائب رئيس الوزراء فهد بن محمود آل سعيد
- باكستان: رئيس الوزراء نواز شريف
- فلسطين: الرئيس محمود عباس
- قطر: الأمير تميم بن حمد بن خليفة آل ثاني
- السنغال: الرئيس ماكي سال
- سيراليون:
- الصومال: الرئيس محمد عبد الله محمد
- السودان: وزير الدولة، الفريق طه عثمان الحسين[19]
- سورينام
- طاجيكستان: الرئيس إمام علي رحمن
- توغو
- تونس: الرئيس الباجي قائد السبسي
- تركيا: وزير الشؤون الخارجية مولود تشاويش أوغلو
- تركمنستان
- أوغندا
- أوزبكستان: الرئيس شوكت ميرضيايف
- اليمن: الرئيس عبد ربه منصور هادي
- الإمارات العربية المتحدة: ولي عهد أبوظبي محمد بن زايد آل نهيان

### إلغاء
- المغرب: الملك محمد السادس كان من المقرر أن يحضر ولكن إلغاء خططه قبل اسبوع من القمة لأسباب غير محددة.[20]
- السودان: الرئيس عمر البشير رفض حضور بعد المسؤولين في سفارة الولايات المتحدة في الرياض سجلت اعتراضات على المخطط الحضور.[19]